# IC 5305
IC 5305 — галактика типу S (спіральна галактика) у сузір'ї Пегас.
Цей об'єкт міститься в оригінальній редакції індексного каталогу.